# Отормин, Леандро
Леандро Гастон Отормин Фумеро (исп. Leandro Gastón Otormín Fumero; род. 30 июля 1996, Пасо-де-лос-Торос, Такуарембо) — уругвайский футболист, нападающий клуба «Ливерпуль» из Монтевидео.

## Биография
Отормин — воспитанник клуба «Насьональ». 15 августа 2015 года в матче против «Вилья-Тереса» он дебютировал в уругвайской Примере. В начале 2016 года для получения игровой практики Отормин на правах аренды перешёл в столичный «Расинг». 7 февраля в матче против «Эль Танке Сислей» он дебютировал за новую команду. В это же поединке Леандро забил свой первый гол за «Расинг».
Летом того же года Отормин был отдан в аренду в мексиканский «Венадос». 30 июля в матче против «Коррекаминос» он дебютировал в Лиге Ассенсо. После окончания аренды Леандро вернулся в «Насьональ».
В 2013 году Леандро принял участие в юношеском чемпионате мира в ОАЭ. На турнире он сыграл в матчах против команд Словакии, Нигерии, Новой Зеландии, Кот-д’Ивуара и Италии. В поединках против новозеландцев и словаков Отормин забил четыре гола.

## Титулы и достижения
- Победитель Второго дивизиона Уругвая: 2019